# Стрип
Стрип је прича представљена низом слика праћених текстуалним дијалогом и објашњењима. У скорије време постоје и стрипови само у сликама, без текста.
Данас се обично стрип сматра врстом уметности, чак је познат и као „девета уметност“ и категорише се да припада ликовним, драмским и књижевним врстама уметности. Средином 20. века дошло је до снажне поларизације англоамеричког стрипа на суперхеројске и новинске стрипове (comics) и на независни стрип, који инсистира на супкултурној традицији, односно графички роман (graphic novels). Међутим, постоје теоретичари који се не слажу с тим и стрип сматрају наративном, али не и књижевном формом.
Разликују се више жанрова стрипа: научна фантастика, фантастика, суперхероји, вестерн, пустоловни, хорор, еротски, комични и криминалистички стрип.

## Историјат
Корени ликовног приповедања налазе се у пећинском сликарству европског горњег палеолита, да би кроз историју стрип добио више својих облика: народне графике, фреске, житијне иконе, новински стрип, стрипске свеске и албуми, мурали и веб-стрип.
Зачетком стрипа се сматра још Трајанов стуб на ком је уклесан низ слика који чини причу, а сличне творевине су пронађене и у Старој Грчкој и Старом Египту у хијероглифима и на таписеријама. Са проналаском штампарске пресе почео је да се развија и цртеж уз текст. У почетку су слике биле искључиво верског карактера, да би у 17. и 18. веку стрип постао претежно сатиричан и комичан.
Модерни светски стрип је почео да се формира у данашњем облику средином 19. века. Стрип се данас у неким земљама као што су Француска, Италија, САД, Јапан, Србија и друге земље бивше СФРЈ, третира као висока уметничка форма, друштвено је омиљен и изучава се на академском нивоу.
Најстарији нацртани суперхерој је Супермен који је настао у првој стрип књизи 1938. године. Нацртао га је Џо Шустер, а дорадио Џери Сигл. Супермен је убрзо постао врло популаран, а у стрипове је уведен нови жанр са суперхеројима. Велику популарност је стекао и стрип са Питером Паркером, који је био средњошколски штребер, а након уједа радиоактивног паука се трансформисао у Спајдермена, човека паука. Стрип са Спајдерменом је изашао 1962. године, а креирао га је Стив Дитко. Један од најпознатијих цртача стрипова је Алан Мур, док је Френк Милер познат по мрачним стриповима. Стрипови су некад послужили и као основе филмова, као што је режисер Роберт Родригез снимио филм по стрипу Град греха.

## Стрип у свету
Данас постоје три главна центра стрипа која имају потпуно различите традиције и настанак стрипа. Центри се деле према државама и разликујемо центре у Француској и Белгији, у Јапану и САД.

### Центар у Француској и Белгији
Француска и Белгија одувек негују уметничку страну стрипа, а са успоном стрипа за одрасле шездесетих година прошлог века, стрип почиње да се третира као права уметност. Француски стрип је обично издаван на квалитетној хартији у формату албума са тврдим корицама на четрдесетак великих страница.
Најчувенији аутори овог центра стрпа су Белгијанац Жорж Реми познат под псеудонимом Ерже, аутор Тинтина, затим Удерцо који је писао и илустровао стрипове Астерикс, Умпах Пах, Танги и Лавердир и Морис, аутор Таличног Тома.
У Француској познати стрипови су: Астерикс, Гастон/Гаша, Торгал, Ратници са Акбара, а најпопуларнији белгијски стрипови су: Талични Том, XIII, Изногуд, Џеремаја и Тинтин. Издвајају се и чувени италијански стрипови, као што су: Алан Форд, Корто Малтезе, Дилан Дог, Капетан Мики, Загор, Текс Вилер, Мартин Мистерија, Мистер Но.

### Центар у Јапану
Јапански стрип је млађи од центара и у Европи и Америци, али и највећи од ова три центра. Јапански стрипови манга чине 40% укупног штампаног материјала у Јапану. Сваки месец излази око 350 стрип-магазина и око 500 стрипова. Издају се у свескама од двестотинак страница (танкобон), а није необично да серија досегне и до 10.000 страница и због тога се у јапанским стриповима акценат ставља на радњу, док је цртеж споредан. Посебан феномен јапанског центра стрипа је доџинши, огромно тржиште аматерских стрипова.
Најпознатији аутор је Осаму Тезука који је написао стрипове Астро Бој и Блекџек.

### Центар у Сједињеним Америчким Државама
У САД масовна потрошња стрипова настала је тек појавом суперхероја, који и данас чини основу америчке индустрије стрипа.
Средином 20. века дошло је до снажне поларизације англоамеричког стрипа на суперхеројске и новинске стрипове (comics) и на независни стрип, који инсистира на супкултурној традицији, односно графички роман (graphic novels). Постоји разлика између comic books, које се продају у форми свешчица од двадесетак страница и сматрају се разбибригом, и графичких романа, који су у облику албума и прављен су ca уметничким претензијама.
Најславнији аутор Америчког центра је Френк Милер, аутор стрипова као што су Повратак Црног Витеза, Град греха.
Познати светски издавачи стрипа су: Марвел, DC, Дарго и Серђо Бонели едиторе.

## Стрип у Србији
Култура стрипа је код нас стекла популарност делимично кроз стране, а делимично кроз наше стрипове попут: Фактор 4, Дивља магија, Дикан, Мирко и Славко, Кет Клоу, Генерација Тесла, Борци сумрака, Кобра (стрип), Вековници и Технотајз.

### Историјат развоја домаћег стрипа
Од 21. октобра 1934. у Србији су почеле да се објављују преведене модерне стране новинске цртане приче, а већ почетком 1935. је настало први оригинални стрип на српском језику аутора Власте Беклића. Стрипове на домаћем језику су у ових неколико година предратне епохе штампала два домаћа часописа: Мика Миш и Микијево царство, а из тог периода је остао веома мали број оригинала.
Након рата, 1945. године, новоуспостављени комунистички режим забранио је стрип као штампану форму. Педесетих година се он појавио на неколико места, али пошто никакве реакције од стране власти нису стизале, стрип је лако пронашао тржиште и поново постао редовна штампа. Кроз стрип после Другог светског рата су стварали многи уметници из различитих графичких дисциплина, а првенствено карикатуристи. Стил стрипа се мењао, а велики утицај промени приступа креирања је имала омладинска штампа која је кроз различите публикације увела авангарду у стрип. Деведесете године обележене грађанским ратом поново су довеле до прекида издавања домаћег стрипа у до тада највећим неприкосновеним великим издавачким кућама, а у том периоду домаћи стрип је издавало само неколико малих алтернативних издавача.

### Стрип у Србији данас
У Србији данас постоји неколико стрипских школа.
- Стрип се у оквиру примењене графике изучава на Факултету примењених уметности у Београду и у оквиру опште сценаристике на Факултету драмских уметности у Београду.
- Специјализовани курсеви стрипа постоје у Школи стрипа и илустрације „Ђорђе Лобачев“ са седиштем у Студентском културном центру у Београду и одељењем у Клубу „Драгон“ у Новом Саду, под вођством ликовног уметника Владимира Весовића, као и Школа стрипа у Лесковцу, где менторишу Марко Стојановић и Срђан Николић.[14]